# Michael Bates
Michael Hammond Bates  (4 de diciembre de 1920 – 11 de enero de 1978) fue un actor británico. Fue conocido por interpretar al jefe de guardia de la prisión Barnes en la película de Stanley Kubrick (La Naranja Mecánica).

## Biografía
Nacido en Jhansi, Uttar Pradesh (India británica), sirvió con el empleo de mayor en la Brigada de Gurkhas en Birmania antes de su licenciamiento tras el fin de la Segunda Guerra Mundial.
En 1953, y dentro del Stratford Festival en Stratford (Ontario), actuó en la obra Ricardo III y A buen fin no hay mal principio. En 1956 también trabajó en la pieza Hotel Paradiso, protagonizada por Alec Guinness en el Teatro Winter Garden de Londres. 
Bates actuó en numerosas series televisivas británicas, entre ellas Last of the Summer Wine entre 1973 y 1975, interpretando a Cyril Blamire, y It Ain't Half Hot Mum desde 1974 a 1977 en el papel de Rangi Ram, entre otras. Su papel de Rangi Ram levantó cierta controversia pues requería que Bates se maquillara a fin de parecer un indio, papel que él interpretaba con naturalidad por ser nativo de la India y por hablar con fluidez el lenguaje Hindi. 
En la radio Bates actuó en la serie humorística de la BBC The Navy Lark interpretando los siguientes papeles: Mrinero Ginger, Tte. Bates, Contraalmirante Ironbridge, el Capellán Militar y el Capitán Ignatius Aloysius Atchison.
Entre los filmes en los que participó Bates se encuentran La batalla de Inglaterra (1969, como Suboficial Warwick), Oh! What a Lovely War (1969, como un soldado de primera), Patton (1970, como el Mariscal Sir Bernard Law Montgomery, con el cual tenía un sorprendente parecido), Frenesí (1972, de Alfred Hitchcock), y la película de Stanley Kubrick A Clockwork Orange (1971). 
Como actor teatral interpretó a Shakespeare en Stratford y en el Old Vic, y fue muy alabada su actuación como Inspector Truscott en la producción de Joe Orton Loot, representada en 1966 en el círculo teatral del West End londinense. 
Michael Bates falleció en 1978 en Cambridge, Inglaterra, a causa de un cáncer. Tenía 57 años de edad.

## Selección de sus papeles televisivos
| Año         | Título                  | Papel            |
| ----------- | ----------------------- | ---------------- |
| 1971        | Six Dates with Barker   | Gasman/Patient   |
| 1973 - 1975 | Last of the Summer Wine | Cyril Blamire    |
| 1974 - 1977 | It Ain't Half Hot Mum   | Bearer Rangi Ram |

## Selección de su filmografía
- Carrington VC (1955) - Mayor Broke-Smith
- Dunkerque (1958) - Froome
- Estoy bien Jack (1959) - Bootle
- Dr. Strangelove (1964) - Guardia de la USAF
- Bedazzled (1967) - Inspector Clarke
- Aquí vamos alrededor del Mulberry Bush (1968) - Sr. McGregor
- Hammerhead (1968) - Andreas / Sir Richard
- No levante el puente, baje el río (1968) - Dr. Spink
- Salt and Pepper (1968) - Inspector Crabbe
- Oh! What a Lovely War (1969) - Borracho Lanza Corporal
- Batalla de Inglaterra (1969) - Suboficial Warwick
- Arthur? Arthur! (1969) - Sr. Harrington
- Patton (1970) - Mariscal de campo Sir Bernard Montgomery
- Every Home Should Have One (1970) - Magistrado
- The Rise and Rise de Michael Rimmer (1970) - Mr. Spimm
- La Naranja Mecánica (1971) - Jefe de guardia Barnes
- Frenzy (1972) - Sargento Spearman
- Sin sexo, por favor, somos británicos (1973) - Sr. Needham
- Las aventuras de Bawdy de Tom Jones (1976) - Madman
- Los viajes de Gulliver (1977) - (voz)